# Bökingharder Friesisch
Bökingharder Friesisch (manchmal verallgemeinert auch Mooring, Eigenbezeichnung Frasch) ist eine der zehn Hauptmundarten des Nordfriesischen. Das Bökingharder Friesisch gehört zu den festlandnordfriesischen Mundarten. Der Dialekt wird auf dem Festland des Kreises Nordfriesland in der Bökingharde gesprochen. Heute gibt es mindestens tausend Sprecher. In Risum besteht eine dänisch-friesische Grund- und Hauptschule.

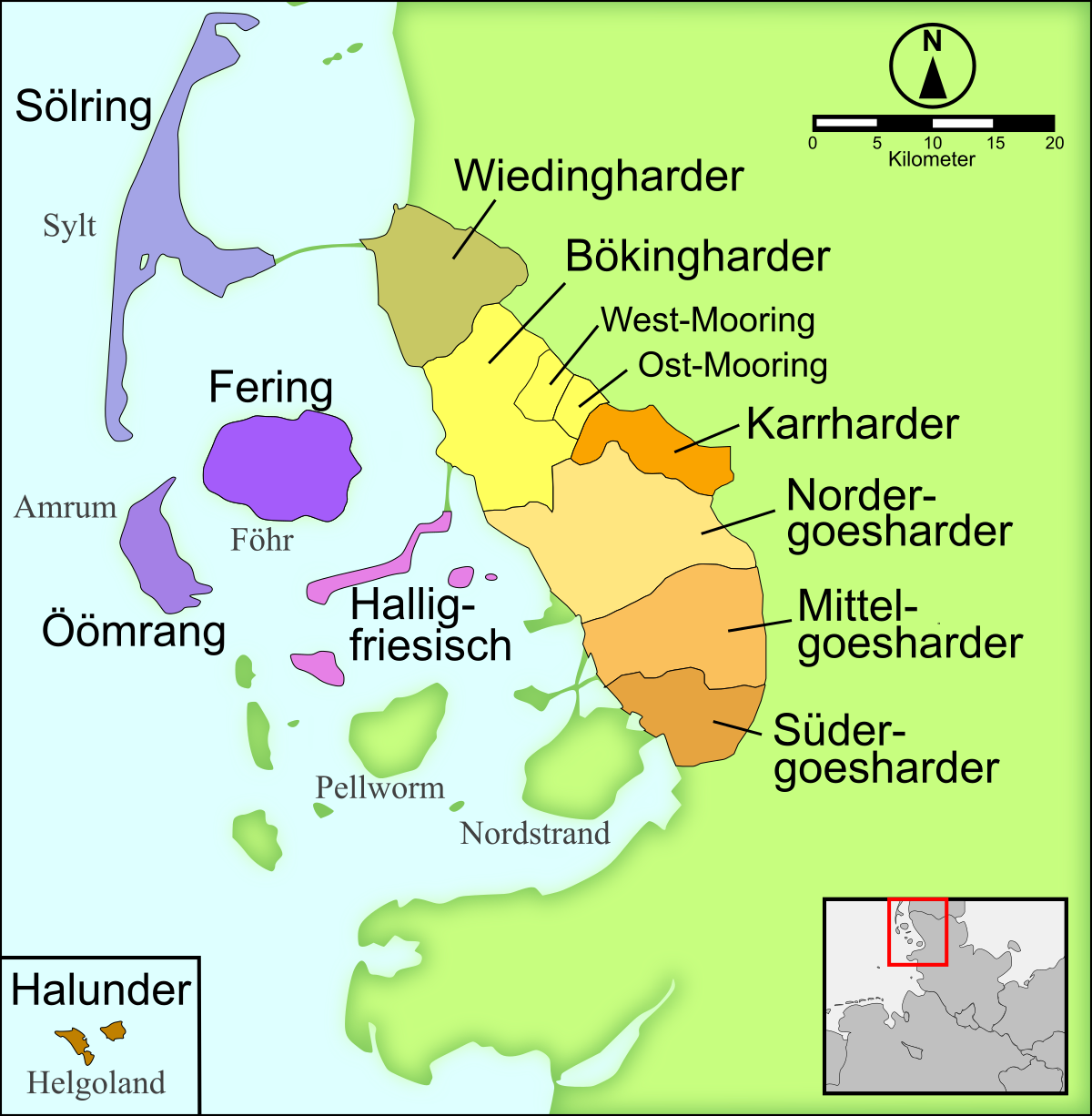
Verteilung friesischer Dialekte

## Mooring
Mooring (Eigenbezeichnung auch Mååring) ist die Bezeichnung für die Mundarten in der östlichen Bökingharde, das Westermooring (um Niebüll) und das Ostermooring (um Risum-Lindholm). Ihren Namen haben diese Ortsdialekte vom Risum-Moor. Seiner Stellung als heute vitalste festlandfriesische Sprachvariante ist es geschuldet, dass die Bezeichnung Mooring heute häufig als Bezeichnung für das gesamte Bökingharder Friesisch verwendet wird.